# کویر دوشاخ
منطقه کویر دو شاخ یا کویر سبزوار، در موقعیت جغرافیایی E5617 شرقی تا E5733 شرقی و N3622 شمالی تا N3602 شمالی بین استان‌های سمنان و خراسان رضوی، کشیده شده است. این کویر در شرق پارک ملی توران و غرب پناهگاه حیات وحش شیر احمد، در جنوب محور ارتباطی تهران مشهد و در غرب شهر سبزوار واقع شده است. (در شمال این منطقه رشته کوه گر وجود دارد)
از رودهای مهم که به کویر دوشاخ سبزوار، جاری می‌شوند؛ می‌توان به کال شور جاجرم که از سمت شمال غربی و کال شور سبزوار که از سمت شرق وارد این کویر می‌گردند را نام برد. علت نامگذاری این کویر به دو شاخ به سبب شکل این کویر می‌باشد؛ که در سمت غرب و شرق مانند شاخ به سمت شمال باریک می‌گردند.
کویر دوشاخ سبزوار، گستره‌ای شرقی غربی دارد و طول آن در حدود ۱۰۰ کیلومتر و عرض آن ۴۰ کیلومتر می‌باشد. در قسمت جنوبی کویر دوشاخ سبزوار، در حوالی روستای رضاآباد شاهرود؛ گنبدهای نمکی و اجتماعات ماسه‌ای، منطقه را فرا گرفته است.